# Masakr záchranářů v Rafahu
Dne 23. března 2025 zaútočily Izraelské obranné síly (IOS) na několik humanitárních vozidel, včetně pěti sanitek, hasičského vozu a vozidla OSN, v oblasti Al-Hashashin v jižním Rafahu v Pásmu Gazy. Masakr měl za následek smrt nejméně 15 humanitárních pracovníků, včetně osmi členů Palestinského červeného půlměsíce, pěti záchranářů civilní obrany a jednoho zaměstnance agentury OSN. Až 30. března byla většina pohřešovaných těl vyzvednuta z hromadného hrobu v Rafahu, jeden záchranář zůstává nezvěstný. Mezinárodní federace společností Červeného kříže a Červeného půlměsíce (IFRC) útoky odsoudila a uvedla, že byly pro její pracovníky „nejnebezpečnějšími“ za posledních téměř deset let.

## Pozadí
Dne 18. března 2025 zahájil Izrael překvapivý útok na pásmo Gazy, čímž fakticky ukončil příměří a obnovil válku v Pásmu Gazy. Izraelský raketové a dělostřelecké útok zabil více než 400 Palestinců, včetně 263 žen a dětí, čímž se tento den stal jedním z nejsmrtelnějších v této válce.

## Útoky
Dne 23. března 2025 IOS zaútočily na pět sanitek a hasičské auto „jedno po druhém“. Humanitární vozidla byla „rozdrcena, zavezena do jámy a zakryta pískem“ ve zjevném pokusu zakrýt zabíjení, zatímco těla humanitárních pracovníců v uniformách zůstala osm dní v hromadném hrobě. Sanitky byly původně odeslány do oblasti Al-Hashashin v reakci na ztráty způsobené izraelskými útoky na tuto oblast, poté byly obklíčeny izraelskými jednotkami a ztratily kontakt s dispečery. Zdravotníci, kteří je šli hledat, byli zabiti a zraněni. Podle forenzního analytika Ahmada Dhahera, který prozkoumal pět těl, byli humanitární pracovníci zabiti z blízkosti při zabíjení ve stylu poprav, se „specifickými a úmyslnými“ kulkami v hlavě a srdcích. Příbuzní obětí popsali různé známky týrání. Jeden příbuzný zaznamenal známky na zápěstích oběti od omezení a zlomených prstů, zatímco další zmínil četná střelná poranění hrudníku a zápěstí. Dva svědci také uvedli, že některé oběti měly svázané ruce nebo nohy.
Izraelští představitelé uvedli, že se vozidla „podezřele pohybovala” bez zapnutých světlometů nebo majáků. Dále tvrdili, že vozidla byla používána jako krytí Hamásem a Palestinským islámským džihádem a že mezi zabitými byl agent Hamásu a „osm dalších teroristů“, aniž by k těmto tvrzením poskytli důkazy.
Videonahrávka později objevená na mobilním telefonu jednoho ze zabitých zdravotníků je v rozporu s izraelským tvrzením o incidentu a ukazuje, že sanitky a hasičský vůz byly jasně označené rozsvícenými majáky, když na ně izraelští vojáci zaútočili palbou a zabili všechny zdravotníky. Ve videu jeden ze záchranářů záchranář recitoval šahadu a dodal: „Odpusť mi, mami, odpusť mi. Přísahám, že jsem si tuto cestu vybral jen proto, abych pomohl ostatním.” Zdravotník byl později nalezen v hromadném hrobě s kulkou v hlavě. Americký deník The New York Times analyzoval satelitní snímky, které ukázaly, že se na místě nacházely buldozery izraelských sil. Po zveřejnění videozáznamu Izrael změnil svůj popis incidentu a připustil, že jeho vojáci „udělali chyby“.

### Výpověď přeživšího
Munther Abed, 27letý dobrovolník z Červeného půlměsíce, byl v první sanitce, která dorazila na místo leteckého útoku v okrese Hashashin v Rafahu, když se dostal pod izraelskou palbu. Abed se zachránil tím, že zalehl na podlahu vozidla, zatímco jeho dva kolegové sedící vepředu byli zabiti.
Poté, co byl zajat izraelskými vojáky, Abed popsal, jak s ním bylo zacházeno: „Byl jsem úplně svlečený, zůstal jsem jen ve spodním prádle a ruce jsem měl svázané za zády. Shodili mě na zem a začal výslech. Snášel jsem kruté mučení, včetně bití, urážek, vyhrožování smrtí a dušení, když mi jeden voják přitiskl pušku ke krku. Další voják mi držel dýku na levém rameni.” Během svého zadržování byl svědkem přepadení dalších záchranářských vozidel, včetně sanitek a hasičských vozů, ze zálohy izraelskými silami. Viděl také, jak přijel buldozer a bagr, aby vykopal jámu, kde byla pohřbena vozidla a těla. Abed uvedl, že důstojník sanitky Červeného půlměsíce, Assad al-Nassara, který zůstává nezvěstný, byl naživu v izraelském zajetí poblíž místa zabíjení.
Abed uvedl, že sanitka byla označena rozsvícenými světly a viditelným logem Červeného půlměsíce, když mířili na místo. Zatímco IOS popsaly oblast jako válečnou zónu, Abed tvrdil, že Hashashin byla civilní oblast, kde probíhal každodenní život, nikoli určená bojová zóna. Odmítl také tvrzení Izraele, že Hamás použil sanitky, označil jej za „naprosto nepravdivé“ a znovu potvrdil, že všechny zúčastněné posádky byli civilisté.
Abed byl nucen pomáhat izraelským vojákům při prověřování a fotografování místních obyvatel, kteří dostali rozkaz opustit oblast a přesunout se do al-Mawasi. Večer byl propuštěn a vrátil mu hodinky a spodní prádlo, nikoli však průkaz totožnosti, uniformu záchranáře ani boty. Abed byl instruován, aby šel směrem k al-Mawasi, a nakonec byl schopen zastavit projíždějící vozidlo Červeného půlměsíce a požádat o pomoc.

### Oběti
Zabité palestinské zdravotníky podle OSN pohřbili izraelští vojáci. Výsledky pitvy 15 analyzovaných těl naznačují, že byli střeleni do horní části těla, což naznačuje úmyslný útok.
IFRC identifikovala své pohřešované pracovníky jako důstojníky záchranné služby Mostafa Khufaga, Saleha Muamera a Ezzedine Shaatha a záchranáře-dobrovolníky Mohammada Bahloula, Mohammeda al-Heila, Ashrafa Abu Labda, Raeda al-Sharifa a Rifatta Radwana s tím, že důstojník záchranné služby Assad al-Nassasra je stále nezvěstný. Zabité palestinské zdravotníky podle OSN pohřbili izraelští vojáci.
Žádné ze jmen, o kterých se uvádí, že byla nalezena v masovém hrobu, se neshoduje se jmény „teroristů“, o kterých IOS tvrdila, že je zlikvidovala, a jedno nalezené tělo mělo svázané ruce.

## Vyšetřování
Od 23. března do 30. března probíhala „složitá, týdenní záchranná operace“, na níž se podílely buldozery a těžká technika, aby hledaly zasypaná těla, která zůstala pod pískem a troskami, zatímco záchranáři pomocí lopat prokopávali hlínu. Záchrannou operaci zkomplikovalo odmítnutí IOS spolupracovat s Červeným půlměsícem, Úřadem pro koordinaci humanitárních záležitostí a OSN a odepřelo jim vstup. Dne 27. března bylo nalezeno první tělo pracovníka civilní obrany a 30. března dalších čtrnáct těl. Jeden zdravotník PRCS zůstává nezvěstný.
Po zveřejnění videozáznamu Izrael změnil svůj popis incidentu a připustil, že jeho vojáci „udělali chyby“. Analytici poznamenali, že Izrael v minulosti poskytoval nepřesná vysvětlení zabíjení civilistů a měnil svou verzi událostí, když se objeví důkazy, které jeho původní vysvětlení vyvracejí. Náčelník štábu IOS Eyal Zamir nařídil interní vyšetřování incidentu jednotkou odpovědnou za vyšetřování podezření z válečných zločinů. K dnešnímu dni byly této jednotce oznámeny desítky incidentů, ale vojákům IDF nebyly uděleny žádné důtky ani tresty.
Podle izraelské lidskoprávní organizace Yesh Din je systém vytvořený generálním štábem IOS pro vyšetřování potenciálních válečných zločinů primárně navržen tak, aby chránil armádu před odpovědností a zároveň zachoval zdání řádného procesu. Analýza izraelských vojenských kampaní za poslední desetiletí odhalila, že k přezkoumání bylo předloženo nejméně 664 stížností, ale více než 80 % bylo uzavřeno, aniž by bylo zahájeno trestní vyšetřování. Organizace dospěla k závěru, že vojenský systém vymáhání práva jen zřídka vede obvinění proti vojákům s nižší hodností a téměř úplně se vyhýbá vyšetřování vyšších velitelů.
V druhé polovině dubna 2025 izraelská armáda na základě interního vyšetřování přiznala pochybení. Odmítli ale tvrzení o popravách či pokusu o utajení. Armádní velení slíbilo odvolání zodpovědného zástupce velitele jednotky a pokárání velicího důstojníka. Armáda trvala na tom, že šest obětí byli členové Hamásu. Nad zabitím civilistů projevila lítost. Palestinský červený půlměsíc armádní vyšetřovací zprávu odsoudil jako „plnou lží“.